# 16.ª Divisão Panzer (Alemanha)
A 16ª Divisão Panzer (em alemão: 16. Panzer-Division) foi uma unidade militar blindada da Alemanha que esteve em serviço durante a Segunda Guerra Mundial.

## Comandantes
| Comandante                                | Data                                                     |
| ----------------------------------------- | -------------------------------------------------------- |
| Generalleutnant Hans-Valentin Hube        | 1 de novembro de 1940 - 15 de setembro de 1942           |
| Generalmajor Günther Angern               | 15 de setembro de 1942 - 30 de setembro de 1942 m.d.F.b. |
| Generalmajor Günther Angern               | 1 de outubro de 1942 - 2 de fevereiro de 1943            |
| Oberstleutnant Burkhart Müller-Hillebrand | 2 de fevereiro de 1943 - 4 de maio de 1943 m.d.F.b.      |
| Oberst Rudolf Sieckenius                  | 5 de maio de 1943 - 31 de maio de 1943 m.d.F.b.          |
| Generalmajor Rudolf Sieckenius            | 1 de junho de 1943 - 1 de novembro de 1943               |
| Oberst Hans-Ulrich Back                   | 1 de novembro de 1943 - 30 de janeiro de 1944 m.d.F.b.   |
| Generalmajor Hans-Ulrich Back             | 31 de janeiro de 1944 - 11 de agosto de 1944             |
| Generalmajor Dietrich von Müller          | 12 de agosto de 1944 - 31 de novembro de 1944            |
| Oberst Theodor Kretschmer                 | 1 de dezembro de 1944 - 31 de janeiro de 1945 m.d.F.b.   |
| Generalleutnant Dietrich von Müller       | 2 de fevereiro de 1945 - 31 de março de 1945             |
| Oberst Dr. Albrecht Aschoff               | 1 de abril de 1945 - 18 de abril de 1945 m.d.st.F.b.     |
| Oberst Kurt Treuhaupt                     | 19 de abril de 1945 - 8 de maio de 1945 m.d.F.b.         |

## Área de operações
| Alemanha                       | novembro de 1940 - dezembro de 1940     |
| Romênia                        | dezembro de 1940 - junho de 1941        |
| Frente Oriental, setor sul     | junho de 1941 - novembro de 1942        |
| Stalingrado                    | novembro de 1942 - de fevereiro de 1943 |
| França                         | março de 1943 - junho de 1943           |
| Itália                         | junho de 1943 - novembro de 1943        |
| Frente Oriental, setor central | novembro de 1943 - março de 1945        |
| Checoslováquia                 | março de 1945 - maio de 1945            |